# Instituto Nacional de Estadística y Censos de Argentina
El Instituto Nacional de Estadística y Censos (INDEC) es un organismo público desconcentrado de carácter técnico que opera dentro de la órbita del Ministerio de Economía de la Nación, que ejerce la dirección superior de todas las actividades estadísticas oficiales que se realizan en la República Argentina.
Su creación y funcionamiento están reglamentados por la Ley n.º 17.622, los decretos N.º 3110/70, 1831/93, y la Disposición INDEC N.º 176/99.
El INDEC produce información estadística sobre la Argentina que puede ser utilizada por los gobiernos para la planificación de políticas públicas. También puede ser empleada para otras investigaciones y proyecciones que se realizan en ámbitos académico y privado.
Los datos individuales que aporta la ciudadanía son confidenciales y se encuentran resguardados por secreto estadístico según lo establecido por la Ley n.º 17.622.

## Funciones
Las funciones del INDEC están detalladas en el artículo 5 de la Ley N.º 17.622: es responsabilidad del Instituto implementar la política estadística del Estado argentino; estructurar y conducir el Sistema Estadístico Nacional (SEN); diseñar metodologías para la producción estadística; organizar y dirigir los operativos estadísticos de infraestructura; y elaborar indicadores básicos e información social, económica, demográfica y geográfica, entre otros.

## Estructura
El INDEC responde a una estructura con jerarquía escalonada. A través de la Resolución N.º 426-E/2017 “se faculta al titular del Ministerio de Hacienda, previa intervención de la Subsecretaría de Planificación de Empleo Público del Ministerio de Modernización, a aprobar la estructura organizativa de nivel inferior hasta un máximo de 28 direcciones y 15 coordinaciones”. 
En mayo del 2017 se rediseñó la estructura del organismo mediante la decisión administrativa N.º 305 de la Jefatura de Gabinete de la Nación. El nuevo esquema organizativo contempló la incorporación, homologación, reasignación y ratificación de las direcciones nacionales y generales con sus respectivas responsabilidades y acciones, al mismo tiempo que se creó el cargo de director de gestión.
La Dirección de Gestión contiene a la Dirección Nacional del Sistema Estadístico Nacional, la Dirección General de Administración y Operaciones, la Dirección General de Recursos Humanos y Organización, la Dirección de Informática y la Dirección de Asuntos Jurídicos.
Por su parte, la Dirección Técnica, también bajo la órbita de la Dirección del Instituto, está a cargo de la Dirección Nacional de Metodología Estadística, la Dirección Nacional de Cuentas Nacionales, la Dirección Nacional de Cuentas Internacionales, la Dirección Nacional de Estadísticas y Precios de la Producción y el Comercio, la Dirección Nacional de Estadísticas del Sector Externo, la Dirección Nacional de Estadísticas Sociales y de Población, y la Dirección Nacional de Estadísticas de Condiciones de Vida.
En la nueva estructura también se encuentran la Dirección Nacional de Difusión y Comunicación, que se encarga de “la conducción y ejecución de programas de comunicación específicos diseñados en función de los diferentes objetivos públicos”; y la Dirección Nacional de Planificación, Relaciones Institucionales e Internacionales, que se ocupa de “realizar y mantener actualizado el mapa de las relaciones internacionales del Instituto, estableciendo o iniciando aquellas que sean claves en relación con el Plan estratégico. Ambas dependen directamente de la Dirección del Instituto.

## Coordinación del Sistema Estadístico Nacional
El INDEC coordina el funcionamiento del Sistema Estadístico Nacional (SEN) bajo los principios de centralización normativa y descentralización ejecutiva; confecciona el Programa Anual de Estadística y Censos; y desarrolla metodologías y normas que aseguren la comparación de información procedente de distintas fuentes. 
El SEN está conformado por el propio INDEC y los organismos centrales de estadísticas (dependientes de los ministerios, las secretarías de Estado, los comandos en jefe de las Fuerzas Armadas, los organismos descentralizados de la administración nacional y los organismos descentralizados de las empresas del Estado) y los organismos periféricos de estadística (que están bajo la órbita de los gobiernos provinciales y municipales, las reparticiones autárquicas, las empresas provinciales y municipales, y los entes interprovinciales), que son las unidades orgánicas encargadas de elaborar, recopilar, interpretar y/o divulgar estadísticas oficiales.
En cada provincia existe una dirección provincial de estadística (DPE), dependiente del gobierno provincial. El INDEC acuerda por convenio, con cada una de las DPE, las actividades a desarrollar durante el año calendario para la organización y realización de los operativos nacionales, respondiendo al carácter federal de la República Argentina.
Desde el año 1980, el INDEC realizó una división regional del territorio a fin de brindar información estadística. En ella se incluían las regiones Metropolitana, Cuyana, Noroeste, Noreste, Pampeana y Patagónica. En la actualidad, el Instituto adopta la siguiente nomenclatura para su regionalización:
- Región Noroeste: provincias de Catamarca, Jujuy, La Rioja, Salta, Santiago del Estero y Tucumán.
- Región Noreste: provincias de Corrientes, Chaco, Formosa y Misiones.
- Región Cuyo: provincias de Mendoza, San Juan y San Luis.
- Región Pampeana: provincias de Buenos Aires (para algunas publicaciones esta región incluye la Región Gran Buenos Aires), Córdoba, Entre Ríos, La Pampa y Santa Fe.
- Región Patagonia: integrada por las provincias de Río Negro, Neuquén, Chubut, Santa Cruz y el sector que corresponde al continente americano de la provincia de Tierra del Fuego, Antártida e Islas del Atlántico Sur (departamentos Río Grande, Tolhuin y Ushuaia, y las Islas Malvinas del departamento Islas del Atlántico Sur).
- Región Antártica: integrada por el sector que corresponde al continente antártico de la provincia de Tierra del Fuego, Antártida e Islas del Atlántico Sur (departamento Antártida Argentina y las islas Georgias del Sur, Orcadas del Sur, Sandwich del Sur y Aurora del departamento Islas del Atlántico Sur).
- Región Gran Buenos Aires: integrada por la Ciudad Autónoma de Buenos Aires y, a partir de 2016, se incluyen los 31 partidos de la provincia de Buenos Aires: Almirante Brown, Avellaneda, Berazategui, Cañuelas, Escobar, Esteban Echeverría, Ezeiza, Florencio Varela, General Rodríguez, General San Martín, Hurlingham, Ituzaingó, José C. Paz, La Matanza, Lanús, Lomas de Zamora, Malvinas Argentinas, Marcos Paz, Merlo, Moreno, Morón, Pilar, Presidente Perón, Quilmes, San Fernando, San Isidro, San Miguel, San Vicente, Tigre, Tres de Febrero y Vicente López.

A partir de la nueva estructura aprobada en la Resolución 426-E/2017, se contempló la apertura de seis delegaciones regionales correspondientes con las seis regiones estadísticas establecidas por el INDEC: Gran Buenos Aires, Cuyo, Pampeana, Noreste (NEA), Noroeste (NOA) y Patagonia. 
En diciembre de 2017, el Instituto anunció la designación de las delegaciones regionales del NEA y el NOA. Mientras que delegación de la región Patagonia comenzó a funcionar en marzo de 2018. Esas delegaciones tienen la función de representar al Instituto y a la Dirección Nacional del SEN como nexo institucional ante los organismos estadísticos provinciales y locales. Entre otras responsabilidades, también deben facilitar la ejecución de los procesos y tareas contenidas en el programa anual de estadísticas, censos nacionales y otros operativos estadísticos; proponer acciones para mejorar la articulación del SEN; y brindar asistencia técnica a los organismos provinciales y locales para el fortalecimiento del servicio público de estadísticas.

## El secreto estadístico

#### Ley n.º 17.622 y decreto N.º 3110/70
En el artículo 14 del decreto N.º 3110/70, se describen las disposiciones reglamentarias de la ley 17.622, y en ella se establece que toda comunicación proveniente del Instituto debe asegurar el secreto estadístico; esto es, la confidencialidad de la información individual suministrada por los respondentes. Todo dato será publicado en compilaciones de conjunto, de modo que no pueda ser vulnerado el secreto comercial o patrimonial, ni ser individualizadas las personas o entidades a las que se refieran los datos. 
“Las declaraciones y/o informaciones individuales no podrán ser comunicadas a terceros - aunque se trate de autoridades judiciales o de servicios oficiales ajenos al SEN- ni utilizadas, difundidas o publicadas en forma tal que, permitan identificar a la persona o entidad que las formuló”. 
Asimismo, el artículo 15 dicta que “los servicios estadísticos periféricos podrán tener acceso a las informaciones individuales captadas por los servicios estadísticos centrales siempre que cuenten con instrumentos legales que establezcan el mismo régimen de obligaciones, prohibiciones y penalidades en resguardo del secreto estadístico”. 
El secreto estadístico -también denominado “confidencialidad estadística”- es un recurso legal usado por todas las oficinas oficiales de estadística del mundo con el fin de proteger los datos individuales de los informantes.

#### Qué dice la normativa vigente
- En el ámbito estadístico, a normativa que resguarda la confidencialidad de las fuentes se encuentra fundamentada en la necesidad de preservar la privacidad de las personas y entidades contra hechos o acciones que terceros pudieran provocar, inducir o realizar en perjuicio de un declarante.
- Los recaudos para mantener la reserva de los datos individuales están incluidos en la normativa vigente, que comprende desde la Ley n.º 17.622/68, de creación del INDEC, hasta su reglamentación (Decreto N.º 3110/70) y disposiciones posteriores complementarias, de público acceso desde la página web del Instituto.[12]
- Los artículos 10, 13 y 17 de la ley establecen que quienes intervienen en la elaboración de información estadística tienen la obligación de mantener el secreto estadístico.
- Las normas 5 y 10 del Anexo I de la Disposición N.º 011/88 (ratificadas y actualizadas por Disposición N.º 176/99), explicitan que “no se podrá proveer información elaborada que, por ser resultante de la aplicación simultánea de varios criterios condicionantes, corresponda a escasa cantidad de elementos ya que, en este caso, las unidades pueden ser fácilmente identificables” y “los datos se publicarán de manera tal que no se pueda deducir el valor numérico correspondiente a una determinada unidad estadística que se sabe integra el universo que se presenta en el cuadro”, respectivamente.
- Las bases de datos que se suministren deben estar construidas innominadas y cuando en algún sector económico o zona geográfica haya menos de tres (3) registros, estas unidades deberán agruparse en otras categorías de forma tal de evitar la posible individualización o deducción de los valores individuales. Este esquema de confidencialidad existe a nivel internacional.
- La producción de información estadística se basa fundamentalmente en la capacidad para requerir y obtener datos de los informantes individuales, para luego elaborar compilaciones de conjunto. Cualquiera sea el carácter y condición del informante, lograr su colaboración descansa, en gran medida, sobre la actitud de confianza que el demandante le inspire.
- Por esta razón, en todos los países del mundo, la actividad estadística está asociada legalmente con dos tipos de obligaciones: 
  - a) que el informante proporcione información veraz
  - b) que la oficina estadística asegure que la declaración individual sea tratada con la más estricta reserva.

Este es el principio al que se alude con la expresión “secreto estadístico”: es decir, el resguardo legal que tiene toda persona física o jurídica obligada a proporcionar datos a los servicios que integran el SEN, para que sean utilizados solamente con fines estadísticos.

## Difusión y comunicación
El artículo 5 inciso f de la ley n.° 17.622 (que rige la creación y funcionamiento del INDEC) encomienda al Instituto la promoción de “la adecuada difusión de toda la información estadística en los Ministerios, Comandos en Jefe, Secretarías de Estado, Gobiernos provinciales y municipales, organizaciones públicas y privadas y población en general”, en cumplimiento de su rol de organismo rector del SEN.
A partir de este mandato legal, el INDEC publica información demográfica, social y económica de relevancia con los objetivos de promover una sociedad más abierta y participativa; educar ciudadanos mejor capacitados e informados; impulsar políticas de Estado fundamentadas; y facilitar la toma de decisiones eficaces y responsables. El INDEC pone a disposición de la ciudadanía su producción estadística en distintos soportes de divulgación y planifica sus acciones de difusión con el fin de ampliar el conocimiento y el buen uso de información basada en evidencia empírica.
Desde este punto de partida, es función de la Dirección Nacional de Difusión y Comunicación (DNDC), establecida por la DA 305/2017 del INDEC, publicar la producción del Instituto, en observancia del derecho de acceso a la información pública de la comunidad en general, y para usuarios de datos estadísticos en particular.

### Adhesión a recomendaciones internacionales
El INDEC reconoce los Principios Fundamentales de las Estadísticas Oficiales, elaborados originalmente por la Comisión Económica para Europa (CEPE) de las Naciones Unidas en 1992 y asumidos luego por la Comisión de Estadística de las Naciones Unidas (CENU), en los que se establece como primer postulado que “las estadísticas oficiales constituyen un elemento indispensable en el sistema de información de una sociedad democrática y proporcionan al Gobierno, a la economía y al público datos acerca de la situación económica, demográfica, social y ambiental”.
Asimismo, la Argentina fue incorporada, en agosto de 2017, como adherente a la Recomendación del consejo de la OCDE sobre buenas prácticas estadísticas, adoptada por la Organización para la Cooperación y el Desarrollo Económicos (OCDE) que, para las tareas inherentes a la difusión y comunicación estadística, implica:
- garantizar la imparcialidad, la objetividad y la transparencia de las estadísticas oficiales mediante el desarrollo, la producción y la difusión por parte de las Autoridades Estadísticas Nacionales de estadísticas de independencia científica establecidas de manera objetiva, profesional y transparente en las que todos los usuarios sean tratados equitativamente. El trato equitativo implica en particular un acceso equitativo a los datos por parte de todos los usuarios; y
- asegurar un acceso y una difusión de datos fáciles de usar, de modo que las estadísticas se presenten de forma clara y comprensible, se publiquen de una manera adecuada y conveniente, incluso en forma legible por máquina ("datos abiertos") y accesible sobre una base imparcial con metadatos de apoyo y orientación. Esto también implica un compromiso para responder a las principales interpretaciones erróneas de los datos por parte de los usuarios.

Finalmente, el INDEC suscribe desde 1996 a las Normas Especiales para la Divulgación de Datos (NEDD o SDDS, por sus siglas en inglés) del Fondo Monetario Internacional (FMI), una iniciativa para mejorar la transparencia de los datos y para promover el desarrollo de sistemas estadísticos sólidos en los países adherentes. La adhesión a normas de divulgación homogéneas, sumada a la estandarización de las metodologías estadísticas, permite el análisis comparativo real entre países.
Por tanto, con base en las recomendaciones internacionales previamente mencionadas y en la legislación nacional, el INDEC asume el compromiso de producir y difundir estadísticas sustentadas en los siguientes principios generales:
- Imparcialidad y objetividad: difusión imparcial y objetiva; igualdad de trato para todos sus usuarios.
- Accesibilidad y claridad: se utilizan los medios técnicos más adecuados para garantizar el acceso ilimitado, eficiente y comprensible a la información.
- Secreto estadístico: difusión en compilaciones de conjunto, para asegurar que la información individual quede protegida.
- Orientación hacia el usuario: satisfacer las necesidades y requerimientos de información, sean estos del sector público o del privado.
- Transparencia: metodologías, parámetros de calidad, calendario de publicaciones y tarifario de los productos especiales de difusión se comunican con antelación y claridad.
- Puntualidad: la publicación de las estadísticas se realiza de acuerdo con el calendario previamente establecido y en forma simultánea para todos los usuarios.
- Gratuidad: los resultados de las operaciones estadísticas considerados en el calendario anticipado se difunden gratuitamente.

## Historia

### Antecedentes
En 1869 se realizó en Argentina el primer censo de la población, con alcance nacional y basado en entrevistas directas y presenciales con las personas encuestadas, un criterio que se mantuvo hasta el presente.
En 1894 se creó la Dirección General de Estadísticas de la República Argentina (DGE), entre cuyas obligaciones estaba la publicación del “Anuario Estadístico de la República Argentina”.
En 1944, el presidente Farrell decretó la creación del Consejo Nacional de Estadística y Censos, como un ente autárquico bajo la órbita del Ministerio del Interior, considerado el "primer organismo centralizador de los datos oficiales del estado argentino".
Este organismo tuvo una existencia breve y fue disuelto en 1946, al inicio del primer gobierno de Perón. En su reemplazo se creó la Dirección Nacional de Investigaciones, Estadística y Censos (DNIEC) que desarrolló el Cuarto Censo General de la Nación, considerado una fuente de información importante para la formulación del Primer Plan Quinquenal.
En 1951, mediante la sanción de la ley 14.046 se estableció un nuevo marco legal para el desarrollo y la comunicacción de las estadísticas y relevamientos censales, que dio lugar a la creación de la Dirección General del Servicio Estadístico Nacional (DGSEN).
En 1956, mediante el decreto 4220, la Dirección Nacional del Servicio Estadístico cambió su denominación y pasó a llamarse Dirección Nacional de Estadísticas y Censos.

### Creación
El 25 de enero de 1968, mediante la Ley n.º 17.622, se creó el Instituto Nacional de Estadística y Censos (INDEC), dependiente del Consejo Nacional de Desarrollo (CONADE) de Presidencia de la Nación. En el texto de la norma se distinguieron dos grandes novedades: 
- La creación de un Instituto encargado de fijar las normas nacionales en materia estadística, y de dirigir y coordinar el Sistema Estadístico Nacional (SEN), además de las tradicionales tareas de recopilación y elaboración de series, encuestas y censos.

- La incorporación del principio de elaborar y centralizar las bases normativas necesarias para asegurar la comparabilidad y calidad de la información producida por el SEN, y de descentralizar las etapas ejecutivas.

Las primeras oficinas se ubicaron en los pisos 8, 9 y 12 de la Secretaría de Estado de Hacienda, ubicada en Hipólito Yrigoyen 250, Capital Federal. 
El por entonces director nacional de Estadística y Censos, Enrique Compiano, renunció a su cargo el 2 de enero, pero quedó como titular ad honorem del Instituto hasta la designación del nuevo funcionario (Resolución N.º 2/69 del CONADE). El 24 de marzo, mediante el Decreto N.º 1.263, se nombró a Juan Vital Sourrouille como titular del INDEC.  

### 1970-1979
En 1970 se realizó el sexto censo argentino y el primero llevado adelante por el INDEC, que contaba con apenas dos años de historia. Las primeras dudas acerca de la exactitud de las cifras del INDEC datan de este censo.
El 3 de noviembre de 1970, el director del INDEC, Juan Vital Sourrouille, renunció a su cargo y en su lugar se designó a Carlos Noriega (resolución N.º 482 del 2 de noviembre).  
El 12 de marzo de 1971, a través del decreto N.º 812, el Poder Ejecutivo nombró a Jorge Sakamoto como nuevo director del Instituto, quien, el 29 de septiembre de ese año, renunció a sus funciones (decreto N.º 4390). Al mismo tiempo, el decreto N.º 4.393 de la misma fecha dispuso la intervención del INDEC y la designación del brigadier Carlos Federico Bosch como interventor.
El 29 de septiembre de 1973 se disolvió la Secretaría de Planeamiento y Acción de Gobierno (decreto N.º 1.450) y el INDEC pasó a depender de la Secretaría de Estado de Programación y Coordinación Económica, dentro del Ministerio de Economía. El interventor Carlos Federico Bosch renunció al INDEC a partir del 25 de mayo (decreto n.° 4.528). Ozías Gianella se hizo cargo del Instituto desde el 5 de julio (decreto N.º 414) pero cesó sus tareas unos días más tarde, el 20 de julio (decreto n.° 99). El sucesor de Gianella fue Carlos Noriega, quien se hizo responsable del Instituto a partir del 10 de agosto (decreto N.º 347).
El 1 de junio de 1976, Carlos Noriega dejó la dirección del INDEC (Resolución N.º 106) e interinamente se nombró a Ricardo Brega como nuevo titular (Resolución N.º 109 del 2 de junio).  
En 1979, el exministro de Economía de la última dictadura militar, José Alfredo Martínez de Hoz, inventó el índice de precios “descarnado”. En un período en donde la inflación se volvió imparable, Martínez de Hoz decidió sacar a la carne y sus derivados de la medición, para demostrar que los precios de la hacienda eran los que generaban la inflación.

### 1980-1989
A través de la resolución n.° 338 del 17 de octubre de 1980, se le encomendó al por entonces director nacional de Estadística de Producción y Financiera, Juan Cayetano Olivero, “la atención de los deberes y atribuciones del cargo de Director del Instituto Nacional de Estadística y Censos, previsto por el decreto n° 3.110/70, con la jerarquía que le acuerda el artículo 28 de la mencionada norma”. 
En 1981 el INDEC pasó a depender de la Subsecretaría de Programación Económica del Ministerio de Economía. Al año siguiente, el INDEC se trasladó al ámbito de la Secretaría de Hacienda (del mismo ministerio), por intermedio del decreto N.º 125, publicado el 21 de julio de 1982 en el Boletín Oficial. En el decreto también se designó oficialmente a Juan Cayetano Olivero como director del Instituto. 
El 29 de abril de 1983 se inauguraron las nuevas instalaciones del INDEC destinadas para la atención al público, a cargo del Departamento de Difusión Estadística, y las actividades de capacitación. La sede funcionaba en Alsina 1924, Capital Federal. 
A partir del 6 de enero de 1984, el INDEC pasó a depender de la Secretaría de Planificación en jurisdicción de Presidencia de la Nación (decreto N.º 135). El director Juan Cayetano Olivero renunció el 13 de diciembre de 1983 y el Ministerio de Economía aceptó la decisión el 3 de enero de 1984 a través de la resolución N.º 1. El 11 de enero, mediante el decreto N.º 163, se nombró director a Luis Alberto Beccaria.

### 1990-1999
En su Resolución N.º 226, la Secretaría de Planificación aceptó la renuncia de Luis Alberto Beccaria a la Dirección del Instituto a partir del 11 de junio de 1990. Dos días más tarde, el 13 de junio, asumió el nuevo titular: Héctor Valle (decreto N.º 1.114).
En 1991, el INDEC pasó a depender de la Secretaría de Programación Económica (Ministerio de Economía y Obras y Servicios Públicos). El 8 de octubre renunció Héctor Valle y el 15 de octubre se designó de forma interina a Héctor Montero (decreto N.º 2.083).
En abril de 1992, el INDEC trasladó su sede central desde el edificio del Ministerio de Economía al que ocupa actualmente en forma exclusiva, en Av. Presidente Julio Argentino Roca 609 de la Ciudad Autónoma de Buenos Aires (resolución conjunta N.º 49 del 1 de abril). En primera instancia, y a través de la 'Resolución N.º 1.691 del Ministerio de Economía y Obras y Servicios Públicos del 8 de enero, se había dispuesto que el organismo se trasladara a las dependencias que se habiliten en el edificio del Banco Nacional de Desarrollo (BANADE). Pero esa medida se dejó sin efecto por intermedio de la Resolución N.º 228, publicada el 2 de marzo. Hacia fines de 1992 se implementó el Plan de Modernización Tecnológica, que implicó un reequipamiento informático del INDEC, la instalación de sistemas de redes y comunicaciones, y la normatización de plataformas tecnológicas. Como resultado de dicho plan, se presentó el banco de datos dbINDEC que, diseñado como una gran biblioteca electrónica de cuadros estadísticos, dio inicio al acceso público y gratuito a la estadística oficial.
A partir del Decreto N.º 1831 de 1993, se estableció que el INDEC centralizara las acciones de coordinación, seguimiento y control para garantizar el funcionamiento eficiente del Sistema Estadístico Nacional, tanto en el nivel nacional como en el provincial. Asimismo, el decreto estableció que los ministerios, secretarías y otros organismos estatales debían disponer lo necesario para suministrar, en tiempo y forma, la información estadística que el INDEC requiriera para cumplir con sus planes anuales y que tendría facultades para disponer la incorporación de otros organismos estatales al Sistema Estadístico Nacional (SEN). El 13 de agosto se creó el Centro Estadístico de Servicios (CES), con el objetivo de lograr una mejor comunicación del INDEC con sus usuarios de información, no solo para ofrecer los productos y servicios, sino también para recibir sus demandas puntuales. El Departamento de Difusión Estadística, que funcionaba en la calle Alsina 1924, se incorporó a la sede de Av. Presidente Julio Argentino Roca 609. 
En 1996, la Argentina adhirió a las Normas Especiales para la Divulgación de Datos (SDDS, por sus siglas en inglés) establecidas por el Fondo Monetario Internacional (FMI), orientadas a la elaboración de estadísticas más oportunas y completas. Los nuevos estándares exigían, entre las principales cuestiones, un calendario de publicaciones con un mínimo de cuatro meses de anticipación, y mejoras sustanciales en la periodicidad y puntualidad de la información. Se creó el Sistema Nacional de Nomenclaturas (SiNN), a partir de la necesidad de armonizar los diferentes nomencladores utilizados en el quehacer estadístico y su importante rol en la transformación de los datos en los sistemas de información. Se administró con un equipo dedicado exclusivamente a la gestión, asistencia y difusión del elenco de clasificadores y códigos disponibles en el ámbito internacional, regional y nacional.
En 1997, se creó el Sistema de Distribución Federal de Publicaciones Estadísticas (SIDIFE), un canal de comunicación desarrollado por el INDEC para satisfacer la demanda regular de información estadística en la Argentina. De esta manera, se amplió la distribución gratuita de publicaciones del INDEC a bibliotecas de todo el país y se mejoró su red de difusión. 
En 1999, cuando el ministro de Economía era Roque Fernández, se generó una polémica relacionada con el índice de las importaciones. El Instituto corrigió los valores que había publicado porque, supuestamente, la Aduana se había confundido y no había dado las cifras correctas. De esta manera aparecieron 1000 millones de dólares más que no habían sido contemplados y el déficit bajó de 6.400 millones de dólares a 5.400 millones de dólares, una cifra más cercana a la meta que puso el FMI ese año. Roberto Martínez Pardies, entonces director de Comercio Exterior del INDEC, denunció ante la Justicia federal a los máximos directivos del Instituto Nacional de Estadística y Censos por alterar información pública, con el fin de ofrecer una imagen de la economía más saludable a los inversores extranjeros”.

#### Críticas a la gestión del Dr. Montero (1991-2000)
En el año 2001, durante el gobierno de Fernando de la Rúa creó una nueva metodología para el relevamiento del IPC, en la cual se incorporaron tres grandes modificaciones: se aumentaron la cantidad de productos que el índice vigila, se cambiaron las ponderaciones de esos mismos productos y se estableció el secreto sobre más de 500 de los 800 artículos. En julio de 2001, empleados y estadistas del organismo, organizaron una publicación llamada "Cuidemos al Indec", donde denunciaban que en la gestión del Indec se obstaculizó el trabajo de técnicos y profesionales; se retiró de la difusión, por largos períodos, la información pública producida, se entregaron en forma gratuita a instituciones privadas, bases de datos y trabajos que no se difunden al público en general; y se desatendió la planificación y el financiamiento de estadísticas básicas.
En 2002, el ex supervisor de Metodología del IPC, Ricardo Patricio Natalucci, realizó una publicación llamada «Informe de Coyuntura» donde criticaba la metodología que calificaba como "fraudulenta" creada el año anterior en el gobierno de la Alianza. 2000-2005

### 2000-2005
El director Héctor Montero renunció a su cargo el 30 de octubre de 2000. El 1 de noviembre se nombró a Osvaldo Kacef como el nuevo titular del INDEC (decreto N.º 1.005).
El 3 de abril de 2001, Osvaldo Kacef renunció a su cargo de director del INDEC. Héctor Montero inició su segunda gestión como titular del organismo a partir del 10 de abril (decreto N.º 413). En octubre de ese año se realizó el Censo Nacional de Población, Hogares y Viviendas de 2001. Para identificar y caracterizar la población indígena del territorio argentino, se incorporó en la cédula una pregunta que estuvo dirigida a detectar hogares donde al menos una persona se reconociera descendiente y/o perteneciente a un pueblo indígena. Esto constituyó la primera etapa de una propuesta metodológica integral, cuya segunda fase sería la realización de la Encuesta Complementaria de Pueblos Indígenas (ECPI) 2004/2005. La población total censada sumó 36.260.130 personas.
En el año 2002, Juan Carlos Del Bello se transformó en el nuevo director del INDEC mediante el decreto n.° 254 del 6 de febrero. Reemplazó a Héctor Montero, que había renunciado a sus funciones desde el 1 de enero.
En el Censo Nacional Agropecuario de 2002 se incorporaron las recomendaciones de la Food and Agriculture Organization (FAO) relacionadas con la comparabilidad intercensal e internacional. El operativo se estructuró nuevamente sobre la base de varios formularios impresos aplicados a distintas regiones, pero incorporó la existencia y acceso a mejores condiciones tecnológicas. Esto permitió - a pesar de los problemas presupuestarios - el ingreso de los cuestionarios bajo lectura óptica, con un proceso de resolución de inconsistencias que posibilitó contar con resultados finales en un tiempo menor del que había requerido el Censo Nacional Agropecuario de 1988.
La Encuesta Permanente de Hogares (EPH), que desde 1973 se realizaba a través de la medición puntual de dos ondas anuales (mayo y octubre), pasó en 2003 a ser un relevamiento continuo con datos publicados con frecuencia trimestral. 
Con el decreto 81 del 29 de mayo, se designó como nuevo director del INDEC a Lelio Mármora, luego de la renuncia de Juan Carlos Del Bello.
En noviembre de 2005, el INDEC comenzó a difundir el informe Índice de precios al consumidor nacional - primera etapa, base 2003=100, con la participación de ocho jurisdicciones: Ciudad Autónoma de Buenos Aires, Provincia de Buenos Aires, Córdoba, Santa Fe, Mendoza, Tucumán, San Luis y Catamarca. La Encuesta Nacional de Gastos de los Hogares (ENGHo) 2004-2005 se realizó en todo el país con cobertura urbana y rural, entre los meses de octubre de 2004 y diciembre de 2005, en 45.326 viviendas seleccionadas a partir del Marco de Muestreo Nacional de Viviendas (MMNV).
A diferencia de operativos anteriores, el Censo Nacional Económico 2004-2005 se efectuó en dos etapas, donde confluyeron un barrido territorial y una serie de operativos especiales y encuestas económicas por muestreo. 
Con base en los hogares con población descendiente de pueblos indígenas o perteneciente a pueblos indígenas detectados en el Censo 2001, en 2005 se realizó la Encuesta Complementaria de Pueblos Indígenas (ECPI) 2004/2005, que reconoció 600.329 personas pertenecientes a este grupo. Además, se realizó la primera Encuesta Nacional de Actividades de Niños, Niñas y Adolescentes (EANNyA), un operativo que el INDEC desarrolló en forma conjunta con el Ministerio de Trabajo, Empleo y Seguridad Social (MTEySS) en el marco del programa Encuesta y Observatorio de Trabajo Infantil acordado entre el Gobierno Argentino y el Programa Internacional para la Erradicación del Trabajo Infantil (IPEC) de la Organización Internacional del Trabajo (OIT).

### 2006-2015

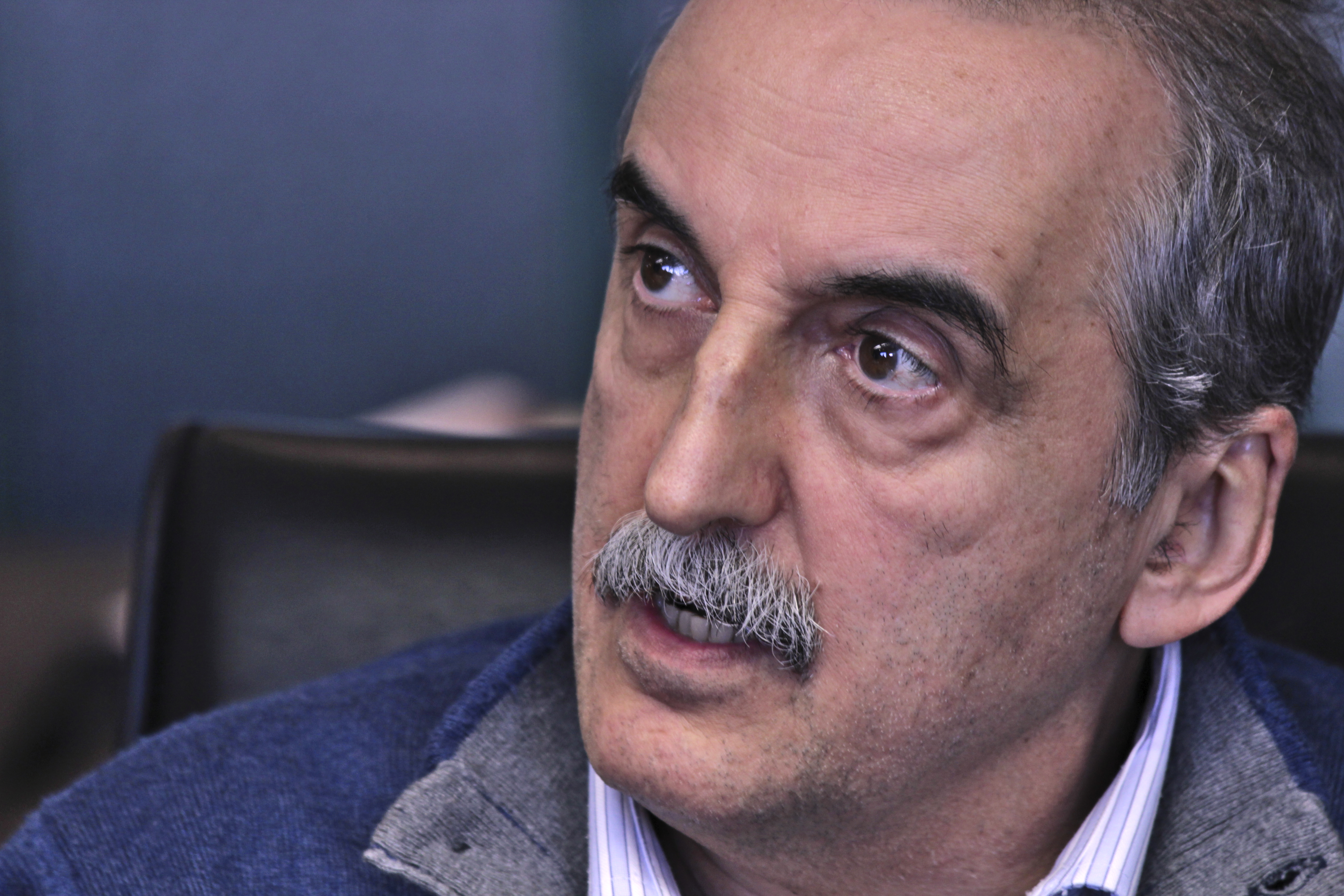
Guillermo Moreno, secretario de Comercio.

Durante 2006, el Secretario de Comercio de la Nación, Guillermo Moreno, le reclamó a la directora del IPC, Graciela Bevacqua, por una presunta discordancia entre los acuerdos de precios establecidos con los productores y los precios relevados en el índice. Guillermo Moreno también discutió con Bevacqua y su superior, Clyde Trabucchi, debido a las metodologías utilizadas para realizar el IPC. Según Bevacqua, en octubre de 2006 Moreno le solicitó los nombres de los comercios que se encuestaban para calcular el índice de precios minorista, y la misma se negó a hacerlo, aduciendo que se lo prohibía la ley de secreto estadístico. Según Gustavo Noriega, el comité de secreto estadístico del organismo terminó con un dictamen ambiguo sobre lo inquirido por Moreno.
A fines de enero de 2007 Graciela Bevacqua y Clyde Trabucchi fueron desplazadas. En reemplazo de Bevacqua asumió una persona supuestamente vinculada políticamente con el Secretario de Comercio, Guillermo Moreno, Beatriz Paglieri. En febrero, la directora Nacional de Estadísticas de Condiciones de Vida pidió su "desafectación" en desacuerdo por la remoción de Bevacqua.
En marzo, la ministra de Economía Felisa Miceli, nombró interinamente a Mario José Krieger como director del Indec, en reemplazo de Lelio Mármora, quien había presentado su renuncia. Krieger fue reemplazado en abril por Alejandro Barrios (Decreto N.º 440/2007), sindicalista de la Asociación Trabajadores del Estado (ATE), luego de mantener conversaciones con la ministra. Si bien se esperaba que la designación del delegado gremial supondría un acercamiento con los sectores internos más críticos con el proceso del Instituto, el sindicato al que pertenecía Barrios realizó severas críticas a los pocos días de iniciada esta gestión. El nuevo ministro de Economía de la Nación, Miguel Peirano, nombra en su lugar a Ana María Edwin. En julio de 2007, Cynthia Pok, que ocupaba el cargo de Directora de la Encuesta Permanente de Hogares, fue desplazada de su cargo. Como consecuencia de esto, empleados del INDEC realizaron una huelga en solidaridad con la directora despedida.

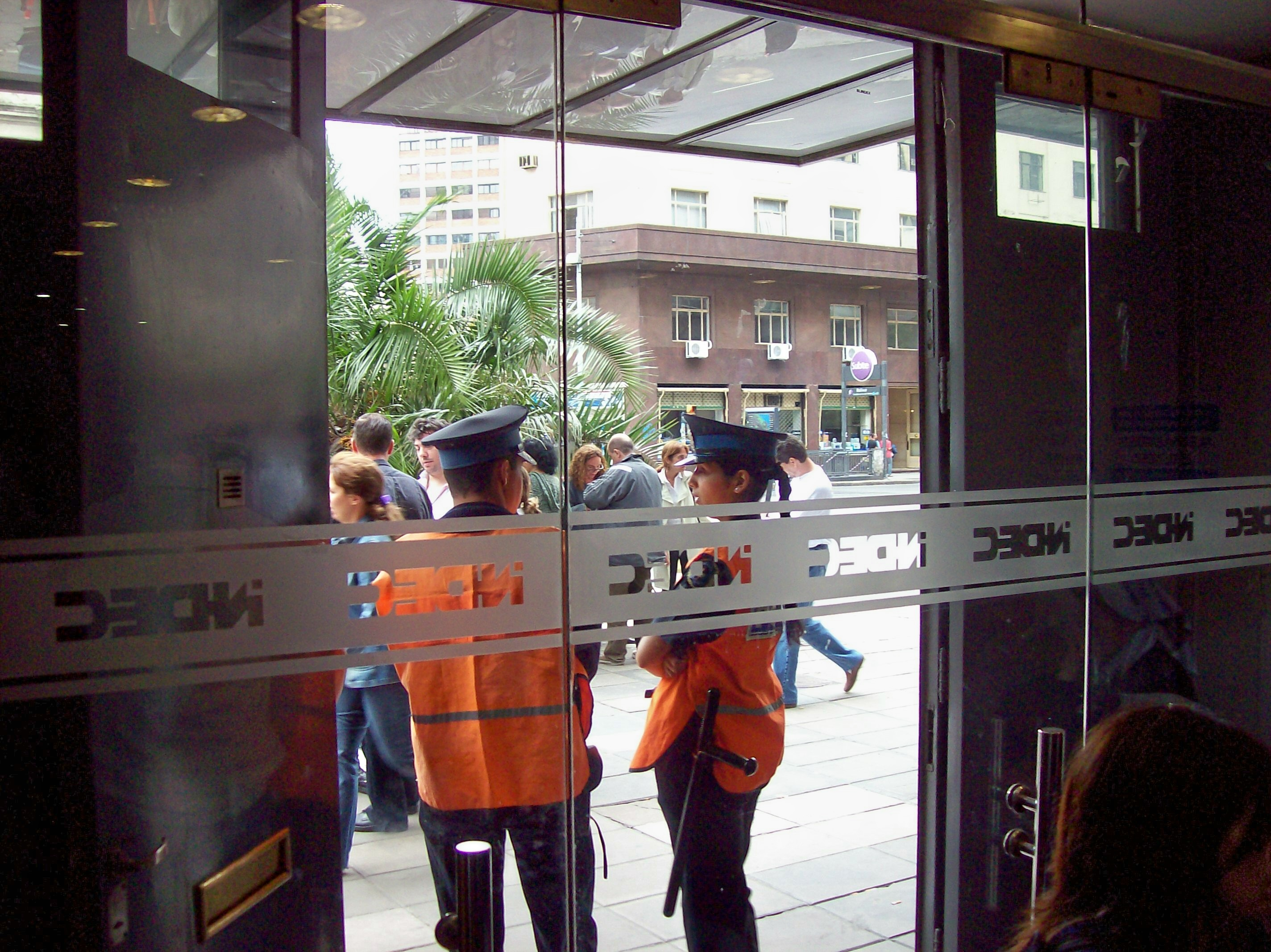
Policías Federales a las afueras de la sede del Indec en 2007.

Ante la supuesta manipulación de datos, desde la virtual totalidad de los sectores políticos y económicos del país, incluyendo miembros del gobierno de Néstor Kirchner, fueron presentados pedidos de remoción del Secretario de Comercio Guillermo Moreno y de un inmediato saneamiento del Organismo. El entonces Jefe de Gabinete, Sergio Massa se refirió al tema diciendo que se debía "construir una muy fuerte confianza del ciudadano en todas las instituciones del Estado y eso obviamente incluye al Indec". Según las cifras oficiales del Organismo, luego del cambio en la metodología de cálculo del IPC, la inflación del año 2008 fue del 7,2%. El presidente de la Unión Industrial Argentina (UIA), de Mendiguren, había sostenido que la inflación de ese año alcanzaría el 25%.
Desde el año 2005, el INDEC además de calcular el IPC-GBA, coordinaba con 7 provincias la elaboración de sus respectivos índices y los publicaba agrupándolos en lo que llamaba "IPC-Nacional". En abril de 2008 el Gobierno decidió eliminar el IPC Nacional.  Algunas provincias como Córdoba, Santa Fe, y San Luis continuaron elaborando y difundiendo índices propios.
En julio de 2009 el poder ejecutivo transfirió el INDEC a la órbita de Ministerio de Economía, conformó el Consejo Académico de Monitoreo y Seguimiento del Indec con cinco Universidades Nacionales en julio de 2009, y conformó el Consejo de Observación Económico y Social en materia de estadística, conformado por representantes del sector primario, del sector secundario, del sector comercial y del sector servicios, como así también representantes de los trabajadores y de los usuarios y consumidores. El Consejo Académico de Monitoreo y Seguimiento, fue integrado por las universidades nacionales de Buenos Aires, Mar del Plata, Rosario, Tres de Febrero y Tucumán. Poco después de su conformación las universidades denunciaron que el INDEC les negaba información necesaria para hacer el informe. Luego de anunciar el resultado del monitoreo, no obtuvieron respuesta sobre el mismo. Finalmente se realizaron pedidos de información al INDEC, que entregó la misma en 3 informes diferentes en septiembre y noviembre de 2009 y marzo de 2010. En septiembre de 2009, el consejo realizó su informe de evaluación.
Por decreto el 27 de agosto de 2009, se designó al por entonces Director nacional de Estadísticas y Precios de la Producción y el Comercio, Norberto Itzcovich, como Director técnico, reemplazando a Ana María Edwin. En la gestión de Itzcovich se desempeñaron Claudio Comari, quien estaba a cargo de la Encuesta Permanente de Hogares (EPH), y Pablo Faifman, encargado del Índice de Precios (IPC).

#### Desconfianza de estadísticas 2006-2015
Algunos técnicos del INDEC sostuvieron que, sin los cambios de metodología introducidos, en 2008 la inflación acumulada de enero a julio de 2007 sería del 14,8% contra el 4,4% dado en forma oficial. Sobre este dato, Bevacqua que ya no trabajaba en el INDEC pero que sin embargo había supervisado la recopilación de los datos, dijo que "era matemáticamente imposible" y estimó la inflación mensual en casi un 2%.
Durante julio de 2008 el índice estimado por el Indec fue del 0,4%, mientras las cifras calculadas por consultoras y se situaron en el 1,5%.
Los índices de pobreza en abril de 2012 fueron medidos por el Indec en un 5,4% de la población, mientras que para analistas privados fueron superiores: según el Centro de Investigación y Formación de la República Argentina fue de un 19,9%, según el economista Federico Muñoz rondó el 21,1% y según la UCA fue del 24,5%. Para la Comisión Económica para Latinoamérica y el Caribe (Cepal) la pobreza fue del 5,7 por ciento en el año 2012.
La gestión del Indec durante los gobiernos kirchneristas había sido criticada por diferentes sectores y organizaciones nacionales e internacionales e inclusive por trabajadores del propio Indec agrupados en ATE, como el Consejo Académico de Estudio y Seguimiento (CAES) del INDEC, el PRO, la Unión Cívica Radical, el Partido Socialista, el Peronismo Renovador, el GEN, el Centro de Estudios Legales y Sociales (CELS), el Fondo Monetario Internacional, el Comité de Derechos Económicos, Sociales y Culturales de las Naciones Unidas. En el caso de algunos de los partidos políticos se habló directamente de falsificación de estadísticas e incluso hubo denuncias penales al respecto pero que en ningún caso llegaron a juicio, mientras que en los organismos se habló de «imprecisiones» y que debían realizarse correcciones.
Especialistas en estadística coinciden en que los datos del período 2007-2015 en muchas estadísticas del INDEC “no reflejaron correctamente la realidad”, “adolecen la falta de confiabilidad” o directamente “perdieron toda credibilidad”. Para la periodista Estefanía Canalda, en el informe titulado “La intervención del INDEC; aportes teóricos de un caso”, la adulteración del IPC “tuvo un efecto dominó que fue contaminando progresivamente a todas las mediciones”. El director del Observatorio Social de la Deuda Social de la UCA, Agustín Salvía, opinó que con “este marco de debilidad institucional, el gobierno kirchnerista se destacó de manera particular por llevar adelante acciones concretas dirigidas a ocultar las estadísticas sociales, desacreditar toda información o investigación que contradiga el relato oficial y cerrar el diálogo económico, social y político para proyectar políticas sociales”.
Horacio Verbitsky, presidente del Centro de Estudios Legales y Sociales, afirmó en 2010 luego de una reunión que mantuvo con los intelectuales agrupados en “Carta Abierta”:

Todos los que participamos de este espacio repudiamos el avasallamiento del organismo oficial de medición de indicadores económicos.

En dicho año, la Auditoría General de la Nación, consideró que los datos del Instituto no son confiables por los “riesgos inaceptables” que toma el organismo al utilizar una “red de información desactualizada”, “equipamiento obsoleto” y dispersión tecnológica.
Según el Indec el índice de pobreza en la ciudad de La Rioja se redujo al 2,7% y la indigencia al 0,1%, lo que provocó estas palabras del intendente del mencionado distrito:

Decir que en La Rioja hay 0,1% de indigencia me parece una barbaridad. Si fuera del 0,1%, existirían 360 personas indigentes, y eso es un absurdo. En este momento yo tengo en la puerta de mi casa 40 o 50 personas indigentes.
Ricardo Quintela

En 2011, la revista The Economist afirmó que hasta nuevo aviso no publicará más datos provenientes del Indec, pues consideró que «desde el año 2007 la información proveniente de allí es manipulada».
El representante de la Unión Argentina de Inquilinos denunció que en enero de 2007 los alquileres subieron un 70% más que la inflación promedio del mes según el INDEC.
El 1 de febrero de 2012 el Fondo Monetario Internacional (FMI) emitió un comunicado de prensa en el cual el directorio ejecutivo expresa su lamento en la ausencia de progreso en alinear el Índice de Precios del Gran Buenos Aires (IPC-GBA) con las pautas estadísticas internacionales. Además aprobó una decisión que llama a Argentina a implementar medidas específicas, dentro de un plazo de 180 días, para mejorar la calidad de los datos reportados sobre el IPC-GBA y el Producto Bruto Interno, de modo tal que la calidad de dichos datos se torne consistente con el cumplimiento de la referida obligación prevista en el Convenio Constitutivo del FMI. Se fijó como plazo máximo el próximo 6 de septiembre para elevar un informe al Consejo Ejecutivo del FMI sobre el estado de aplicación en la Argentina de las medidas solicitadas.
El 1 de febrero de 2013 el directorio del Fondo Monetario Internacional emitió una moción de censura contra Argentina en “relación con su incumplimiento de la obligación en virtud de los artículos del acuerdo con el FMI". Es la primera vez, desde su fundación en 1944, que el FMI aplica una medida de este tipo. En un informe de abril de 2013, el FMI advirtió que "los controles de cambio afectan a la confianza empresarial y las inversiones" y alertó sobre el impacto negativo de la inflación. Los analistas privados, en los que el FMI también se fija para complementar sus informes, sitúan la inflación por encima del 25 %. No obstante, según el Indec, la inflación seguirá situada en el entorno del 10 %.
Como consecuencia de estas críticas, el Indec comenzó a trabajar con especialistas del Fondo Monetario Internacional para mejorar la calidad de sus estadísticas. En junio de 2015 el FMI dijo que hubo «avances» pero no se corrigieron las «imprecisiones» por lo que el organismo decidió postergar el plazo, estableciendo el 15 de julio de 2016 como fecha máxima para implementar las observaciones realizadas y lograr el suministro de datos «precisos».
Según las cuestionadas cifras oficiales, entre 2002 y 2010 el PIB varió -10.9% en 2002, 8.8% en 2003, 9.0% en 2004, 9.2% en 2005, 8.5% en 2006, 8.7% en 2007, 6.8% en 2008, 0.9% en 2009 y 9.2% en 2010. Algunas consultoras privadas señalaban discrepancias con esas cifras, sobre todo para el período 2009. Para ese período, el Indec informó un crecimiento de 0,9 %, pese a la crisis de las hipotecas subprime de EE. UU. de 2008 que tuvo un impacto global. En 2016, bajo la gestión de Todesca se realizó una revisión de los datos. Se informó que, (tomando como base el 2004) ese año el PBI creció un 0,1% y según la revisión hubo una caída del 6%. También hay diferencia para el 2012 pues para el gobierno de ese momento había crecido 1,9 % y en el cálculo revisado da una caída de 1,1 %. Finalmente, en 2014, la CEPAL señaló una contracción del -0,2% ese año, pero para el Indec había un crecimiento del 0.5 %, y el informe revisado encontró una caída del 2,6 %.

##### Causas judiciales
En febrero de 2007, el fiscal de Investigaciones Administrativas Manuel Garrido abrió una denuncia realizada por el bloque de senadores del radicalismo, en la que se solicitaba que se investigue si Moreno en el año 2006 quiso violar el secreto estadístico al exigir que le entregaran la nómina de 8000 comercios en los que los encuestadores del INDEC relevan precios. En el marco de esa causa, se citó a declarar a Graciela Bevacqua y a Clyde Trabuchi.
En abril, el fiscal federal Carlos Stornelli, abrió una causa por violación y manipulación del secreto estadístico, involucrando al secretario Guillermo Moreno, a la nueva directora Beatriz Paglieri y a Ana María Edwin, En mayo el fiscal Manuel Garrido, de la Fiscalía de Investigaciones Administrativa, pedía al procurador general de la Nación la separación de sus cargos del secretario de Comercio Interior, Guillermo Moreno, y de la directora de Índices de Precios de Consumo del INDEC, Beatriz Paglieri, también por la supuesta violación del secreto estadístico. Dicho informe se elevó al fiscal federal Carlos Stornelli, y se lo adjuntó a la causa penal que Stornelli había abierto ante el Juzgado de Canicoba Corral. En esta misma causa, la justicia ordenó secuestrar documentación y computadoras en el instituto debido a que se habían presentado dudas en contra de la correcta medición de la inflación del país.
A raíz de esta negativa el juez federal Rodolfo Canicoba Corral declaró la inconstitucionalidad de dicho artículo y ordenó allanar la sede del INDEC para obtener la información citada. Esta resolución judicial fue confirmada por la Cámara Federal y la Cámara Nacional de Casación Penal, hasta que llegó a la Corte Suprema de Justicia de Argentina. El máximo tribunal hizo lugar al dictamen del procurador González Warcalde en el que sostuvo que el INDEC no «tampoco ha demostrado que la medida judicial no convendría al buen funcionamiento de la institución y a preservar, justamente, el manejo correcto de las fuentes».
En el año 2009 se solicitó a la Universidad Tecnológica Nacional (UTN) un peritaje de los datos recolectados en el INDEC, que indicó que "los datos consignados en la base no fueron adulterados y que se corresponden con los ingresados", por lo que se desestimó así también la denuncia por manipulación del secreto estadístico, considerando que no existió delito. Sin embargo, el juez Canicoba Corral en mayo de 2010 solicitó a un grupo de profesores de la Facultad de Ciencias Económicas de la UBA que evalúe si son verdaderas las justificaciones sobre los cambios metodológicos en la medición de la inflación y en sus acusaciones en contra de gestiones anteriores por cómo hacían el trabajo.
En marzo de 2018, Canicoba Corral sobreseyó a Guillermo Moreno en la causa por la que se lo acusó de manipular los datos del INDEC porque “no se encuentra probado que Moreno haya intervenido de alguna manera en la labor del INDEC”. Según el dictamen del magistrado, no se encontraron pruebas que el exsecretario de Comercio Interior haya intervenido de alguna manera el instituto. Sin embargo, un mes después, debido a una apelación del fiscal Garrido, la Sala II de la Cámara Nacional en lo Criminal y Correccional Federal, integrada por los jueces Martín Irurzun y Eduardo G. Farah, decidió revocar los sobreseimientos y procesar a Moreno, Beatriz Paglieri, Celeste Cámpora Avellaneda y Marcela Filia por delitos de violación de secretos, abuso de autoridad, violación de registros y documentos, y falsedad ideológica.
Nuevamente en manos de Canicoba Corral, esta vez el juez decidió elevar la causa a juicio oral en septiembre de 2018 Debido a sucesivas postergaciones, hasta el momento no se llevó a cabo el juicio.
En 2018 la Justicia en lo Contencioso Administrativo Federal avaló por segunda vez las mediciones de inflación que realizó el Instituto Nacional de Estadísticas y Censos (INDEC) bajo la gestión de Moreno. Según el fallo “de la totalidad de la prueba ofrecida y producida por la actora, aunque copiosa (especialmente los informes periodísticos) y considerable, no logra evidenciar la ‘errónea’ elaboración del Índice de Precios al Consumidor por parte del INDEC”, según el expediente tampoco se probó “que la metodología empleada resulte inadecuada para el fin propuesto con relación a la elaboración de dicho Índice”.
En un fallo unánime la Sala III de la Cámara Nacional de Apelaciones en lo Contencioso Administrativo Federal confirmó uno de primera instancia y desestimó la demanda de un bonista que pretendía que se le pague un monto superior ya que se había cuestionado la modificación de la metodología de cálculo por parte del INDEC. En otro tramo del fallo, precisaron que “(…) proponer –como lo hace la actora- la aplicación al caso de índices propios de otra jurisdicción luce ostensiblemente irrazonable y arbitrario, resultando así inadmisible lo solicitado por la actora” refiriéndose a los índices privados de inflación. Los aportes de informes privados, periodísticos y los índices calculados por distintas provincias no dan cuenta por sí mismo de la veracidad de los datos allí aportados o que resulten ser los correctos a aplicar en el presente caso, ni logran demostrar que el IPC haya sido efectuado con base en procedimientos irregulares y/o arbitrarios", puntualizaba aquella resolución.

### 2016-2019

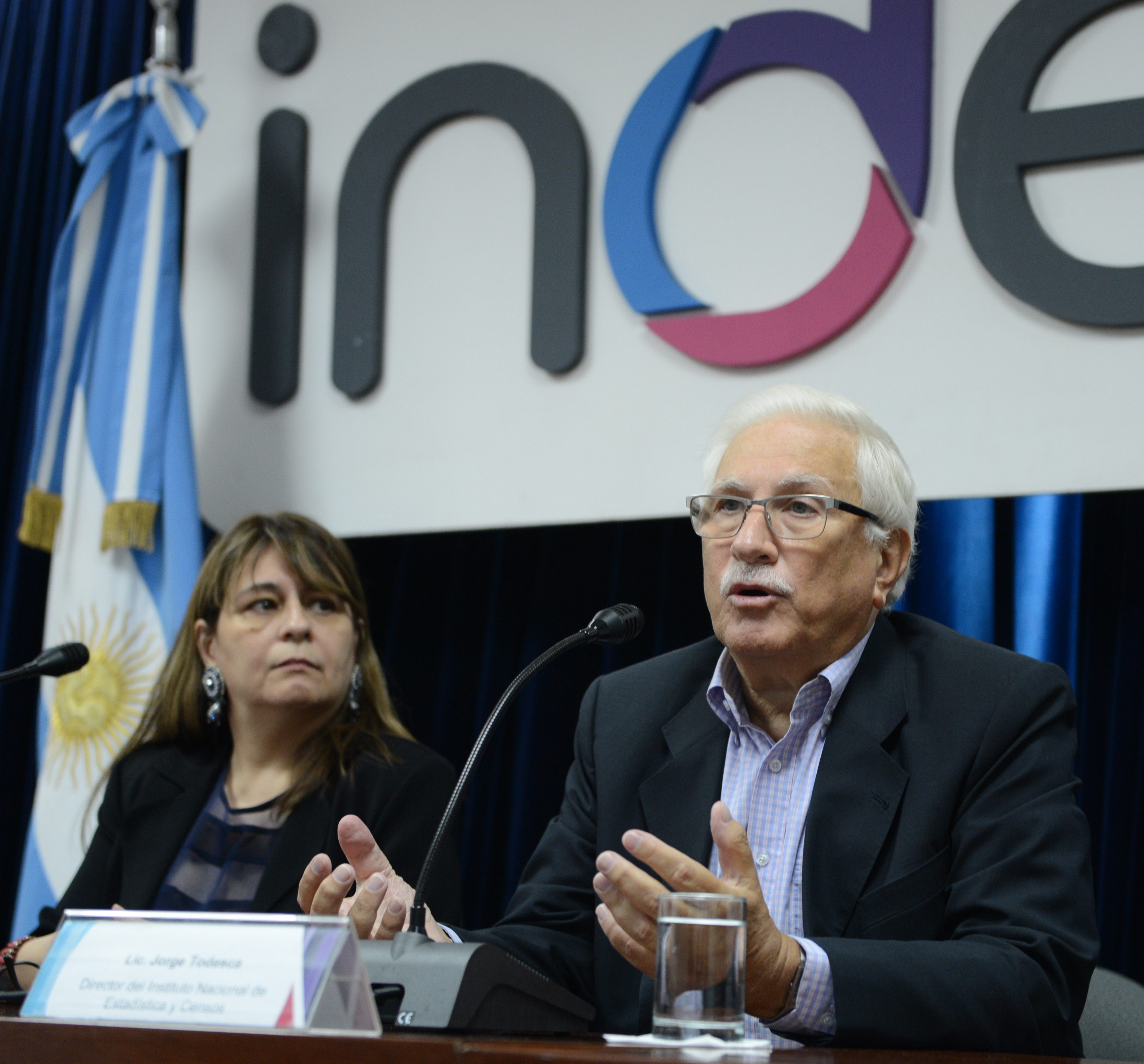
Todesca y Bevacqua en una conferencia de prensa del INDEC.

En diciembre de 2015, tras asumir la presidencia Mauricio Macri, el economista Jorge Todesca fue designado al frente del INDEC. Como directora técnica se designó a Graciela Bevacqua, quien había sido desplazada durante el gobierno de Cristina Fernández de Kirchner.. 
A cuatro días de haber asumido, Todesca anunció la suspensión de la difusión de las estadísticas oficiales debido el “grado de destrucción” en que se encontraba el Instituto, lo que fue denominado «apagón estadístico». Todesca declaró que“le hemos pedido a la Auditoría General de la Nación que haga cuatro auditorías externas y la auditoría del anterior ministerio de Economía detectó 140 transgresiones".  En declaraciones a la prensa, la Directora Técnica del INDEC Graciela Bevacqua, confirmó la decisión de suspender de forma provisional la producción estadística, por lo menos hasta terminar con el diagnóstico y revisión de recursos humanos, “después de nueve años de intervención”.
El 30 de diciembre de 2015, el ministro de Hacienda y Finanzas Públicas, Alfonso Prat-Gay, anunció la declaración de la “emergencia estadística” por un plazo de un año. Por esta razón el gobierno «no publicará datos de la inflación hasta nuevo aviso» y que se estaba analizando la posibilidad de elaborar un índice alternativo. Prat Gay dijo respecto a las razones de la medida que «el Gobierno decretó la emergencia estadística, para recuperar la verdad» y «porque queremos que el Indec deje de mentir».
En el marco de la emergencia, el Gobierno nacional informó en enero de 2016 que los indicadores alternativos seleccionados pertenecían al Servicio Estadístico Nacional y eran el IPC de la Dirección Provincial de Estadística y Censos de la provincia de San Luis y el IPC de la Dirección General de Estadística y Censos de la Ciudad de Buenos Aires. En marzo de 2016, el Ministerio de Hacienda anunció que el índice del Coeficiente de Estabilización de Referencia (CER) que se usa para actualizar bonos y plazos fijos se calcularía para ese período sobre la base del indicador de inflación que publica la provincia de San Luis y no con el de la Ciudad de Buenos Aires (CABA), como había sucedido en los meses anteriores. Esta medida generó “polémica” en torno a los cambios en los índices utilizados, ya que estos afectaban directamente a los tenedores de títulos, que percibirían distintos valores en concepto de intereses.
Las declaraciones de emergencia dispuestas por el gobierno de Macri en varias áreas, fue cuestionada por periodistas como Tomas Lukin y el diario Página/12 y dirigentes del Frente para la Victoria.
Por decreto del PEN se inició la revisión metodológica y operativa de todos los indicadores de publicación periódica del sistema de estadísticas oficiales del INDEC. El decreto, además, le dio al nuevo director del INDEC la facultad de nombrar a los nuevos funcionarios del organismo. Entre ellos, se nombró a Alejandra Clemente para el área de IPC; a Cynthia Pok en la EPH; y a Marisa Wierny en Cuentas Nacionales.
En febrero de 2016 Graciela Bevacqua fue relevada del cargo por Todesca, quien esgrimió que la salida de la funcionaria se debió, fundamentalmente a que “hizo un anuncio unilateral en cuánto iba a tardar en elaborar el índice”. Las “crecientes diferencias surgidas en los plazos de publicación del nuevo índice de precios” fueron mencionadas como la causa de la salida de Bevacqua. Fabio Peñalba, delegado adjunto de ATE en Indec, señaló que «continúan las patotas» dentro del instituto, amenazando a los trabajadores y que desde mediados de enero de 2016 son «amenazados y presionados». Voceros del organismo indicaron que Bevacqua «fue separada de su cargo» y que Todesca «le ofreció permanecer en otra área del organismo» aunque no en la Dirección de Precios. El 15 de febrero se designó a Fernando Cerro como nuevo director técnico en reemplazo de Graciela Bevacqua.
El 15 de junio de 2016, tras seis meses sin estadísticas se publicó el IPC-GBA de mayo, que fue de 4,2%. El nuevo índice de precios al consumidor que se anunciaba sería “limitado” y sólo relevaría el área metropolitana de Buenos Aires (AMBA).
Entre el 27 de junio y el 1 de julio de 2016, el Fondo Monetario Internacional, que mantenía una moción de censura a la Argentina desde 2013, envió a Buenos Aires una misión técnica para revisar junto con las autoridades del INDEC las nuevas estadísticas oficiales sobre el IPC y el PIB. Mediante un comunicado de prensa publicado el 5 de julio, el organismo informó que la misión quedó “impresionada por el firme compromiso de las autoridades por mejorar la calidad y la transparencia de los datos oficiales”. En noviembre de 2016, tras evaluar los resultados obtenidos durante la misión técnica realizada entre junio y julio, el FMI levantó la declaración de censura que pesaba sobre la Argentina desde el 1 de febrero de 2013. La directora del FMI, Christine Lagarde, consideró que “levantar la declaración de censura es testimonio de los extraordinarios esfuerzos desplegados por el nuevo gobierno argentino para fortalecer el organismo encargado de las estadísticas nacionales y producir datos fiables y fidedignos".
El 20 de diciembre del 2016, Todesca anunció el fin de la “emergencia estadística” que rigió desde el 10 de diciembre de 2015.

#### Modificaciones metodológicas y nueva publicación
A mediados de 2016, el INDEC realizó una actualización metodológica para el cálculo de la pobreza y la indigencia.Otro técnico fue meses después removido de su lugar Alejandro Baranek, un experto en IPC que fue a parar a otra Dirección en noviembre de 2016, cuando Alejandra Clemente (encargada de la Dirección que se ocupa del IPC) exigió a las autoridades que lo sacaran de la tarea del IPC.
En 2017 Todesca ordenó reemplazar al encargado de estadísticas de Córdoba cuando estás indicaron un aumento de la inflación y la pobreza.
 Esta actualización se realizó en varios aspectos: una nueva especificación de las necesidades energéticas en términos de adulto equivalente. Al mismo tiempo en 2017 los números oficiales del Indec mostraban una inflación sensiblemente menor que consultoras privadas y provinciales, mientras el IPC porteño calculaba una inflación 46% más alta que la del INDEC en enero de 2017.
La modificación metodológica generó suspicacias entre algunos economistas, que atribuyeron estos cambios a “una campaña mediática por imponer mediáticamente una sospechosa evolución de la pobreza en los últimos años”. La muy débil captación de los fortísimos aumentos en los servicios de 2016 y 2017 se advirtió que estaba originada en que, para medir el IPC, el Indec de Todesca utiliza una vieja encuesta de gasto de los hogares, además de desactualizados ponderadores de los rubros que componen la canasta de bienes y servicios. Jorge Born afirma que si el ODSA "utilizara las canastas publicadas por el INDEC, el nivel de pobreza sobre su encuesta daría 45%". Varios expertos señalaron que la metodología implementada a partir de 2016 impide la comparación con los datos publicados hasta el primer semestre de 2013.
En marzo de 2017 se conoció la tasa de desocupación estimada por el Instituto Nacional de Estadísticas y Censos –INDEC-, del orden del 7,6% para el cuarto trimestre de 2016. Las estimaciones previas habían arrojado guarismos de 9,30% y 8,50% para el segundo y tercer trimestre de 2016, respectivamente criticándose los cambios experimentado la metodología de la EPH y el impacto que esta alteración ha reportado sobre los guarismos oficiales de desocupación. La alteración de índices se produjo esencialmente a través de los cambios en proyección de la muestra de la EPH y la modificación de proyección poblacional, este cambio consistió en modificar las proyecciones demográficas de población elaboradas para los aglomerados que forman parte de la medición de la EPH y cambios en las proporciones etarias que al agrandarse el denominador, la tasa de desocupación resultando en un número más bajo. También fueron cuestionados los índices de pobreza de 2018. Hernan Letcher, director del Centro de Economía Política Argentina, afirmó que “Hasta ahora el gobierno había hecho retoques cosméticos, modificaciones metodológicas que le permitían que algunos indicadores no dieran tan mal y otros fueran discutibles. Ahora directamente han metido mano en los datos”.ese mismo año se denunció la militarización del instituto y la existencia de grupos de choque cercanos a Todesca.Técnicos y trabajadores con más de 20 años en el instituto denunciaron amenazas por parte de la administración macrista.

#### Restablecimiento del calendario estadístico
El 18 de febrero se brindaron datos provisorios del intercambio comercial argentino (ICA) para los años 2014-2015, indicador de la evolución de la balanza comercial argentina luego de seis meses de revisión, capacitación al personal de campo y ajuste de procedimientos, el INDEC presentó el 15 de junio los datos del IPC-GBA correspondientes a mayo de 2016.[cita requerida]Según lo publicado por el diario Clarín, algunos técnicos del organismo y Cinthya Pok era presionada por Jorge Todesca, titular del INDEC, para modificar las cifras de desocupación a pedido de funcionarios del Gobierno
En septiembre de 2016 se reanudó la difusión de los indicadores de pobreza e indigencia suspendidos en diciembre de 2015. Los primeros resultados de esta nueva etapa -presentados mediante el enfoque de línea de pobreza (LP) y línea de indigencia (LI)- fueron difundidos a través de los informes de prensa Incidencia de la pobreza y de la indigencia, del 28 de septiembre de 2016, y Valorización mensual de la canasta básica alimentaria y de la canasta básica total - Gran Buenos Aires, del 22 de septiembre de 2016.
El director del Centro de Economía Política Argentina, Hernán Letcher, se refirió  a los datos de pobreza que difundió el INDEC de 2016, que daban cuenta de una sorprendente reducción de 5 puntos porcentuales, equivalentes a dos millones de personas, en el lapso de un año denunciándose la falsificación de estadísticas de pobreza de 2016 por parte del gobierno.
A partir de julio de 2017, comenzó con la difusión del IPC nacional: la cobertura de la medición del IPC a todo el país. Continuando la previa publicación mensual del IPC del Gran Buenos Aires, se presentaron resultados para el total del país y para las seis regiones estadísticas: Gran Buenos Aires, Cuyo, Noreste, Noroeste, Pampeana y Patagonia.
En 2017 se implementaron cambios a la metodología de la EPH (Encuesta permanente de hogares) por lo que diversos especialistas señalaron que se han realizado numerosos hallazgos acerca de inconsistencias en la EPH y en la metodología de medición de la pobreza que inauguró el INDEC en 2016 bajo la dirección de Todesca. Un año antes diversos especialistas habían advertido que el Gobierno nacional de Mauricio Macri alteró la medición de la Canasta Básica Alimentaria (CBA) y la Canasta Básica Total (CBT).
Funcionarios oficialistas, y especialistas, El entonces candidato a presidente por el Frente de Todos Alberto Fernández, también reconoció que el organismo “funciona mejor” en la actualidad que durante la presidencia de Cristina Fernández de Kirchner.
En diciembre de 2017 la encargada de la medición de desempleo y pobreza del INDEC, Cynthia Pok, renunció como directora de la Encuesta Permanente de Hogares (EPH) después de dos años en el cargo. Al respecto Cynthia Pok afirmó: “No podemos encubrir en consideraciones técnicas lo que es un liso y llano cuestionamiento de los resultados en sí mismos por sus implicancias”. La funcionaria adujo que su corrimiento se debió a cuestionamientos provenientes de la provincia de San Juan a raíz de los datos de desempleo “porque no son convenientes o no dan como los responsables políticos desearían”. Pok denunció a Todesca por la  manipulación de cifras para subestimar el Coeficiente de Estabilización de Referencia (CER).
Otro técnico fue meses después removido de su lugar Alejandro Baranek, un experto en IPC que fue a parar a otra Dirección en noviembre de 2016, cuando Alejandra Clemente (encargada de la Dirección que se ocupa del IPC) exigió a las autoridades que lo sacaran de la tarea del IPC.

#### El INDEC en el marco del proceso argentino de adhesión a la OCDE
Una misión de alto nivel de la OCDE visitó la Argentina el 28 de febrero de 2016 y el INDEC fue convocado para conocer la situación del Instituto y sus líneas de acción futuras. Se expusieron las bases de un nuevo marco legal que modernizara la ley vigente y garantizara la independencia del Instituto. Las conversaciones entre la Secretaría de la OCDE y la Argentina respecto de su interés en formar parte de la organización se iniciaron a principios de 2016. En abril del mismo año, el Comité de Estadística y Política Estadística de la OCDE (CSSP, en sus siglas en inglés) de la OCDE accedió a sumar a la Argentina a su plan de participación como invitado, tanto al Comité como a sus grupos de trabajo.
Poco después, el 30 de junio de 2016, el entonces ministro de Economía y Finanzas Públicas, Alfonso Prat-Gay, le manifestó al secretario general de la OCDE, Ángel Gurría, la voluntad de la Argentina de adherir a la Recomendación del Consejo de la OCDE sobre Buenas Prácticas Estadísticas [CRGSP,C (2015)128] adoptadas en noviembre de 2015.
Entre fines de 2016 y marzo de 2017, la Dirección de Estadísticas de la OCDE (SDD, en sus siglas en inglés) llevó a cabo una revisión preliminar del marco institucional estadístico vigente y de la calidad y comparabilidad internacional de las estadísticas argentinas en un número limitado de dominios estadísticos, evaluando su grado de conformidad con los estándares de la OCDE en términos de cobertura, cumplimiento, oportunidad, disponibilidad y metadatos.
En función de la evaluación preliminar, en su reunión de junio de 2017, En agosto de 2017, el Comité de Relaciones Exteriores de la OCDE declara a la Argentina país adherente a la Recomendación del Consejo de la OCDE sobre Buenas Prácticas Estadísticas.La titular de la Encuesta Permanente de Hogares renunció y luego cuestionó a la conducción del Indec porque fueron observados datos de desempleo con criterios políticos. Todesca arremetió contra la prensa por difundir el conflicto.
Durante los siguientes meses, la Secretaría de la OCDE trabajó en el diseño de un programa detallado para la revisión completa que recomendó el CSSP, presentó la primera versión al director Jorge Todesca en noviembre de 2017 y se acordó un programa de revisión en enero de 2018.
En enero de 2018 se acordaron más detalles de la revisión en el contexto de la visita a Buenos Aires de la Jefa de Estadística y Directora de la Dirección de Estadísticas y Datos de la OCDE, Martine Durand, en el marco de los festejos del cincuentenario del INDEC. Luego se formó el equipo de estudio liderado por el director Adjunto de la SDD, Paul Schreyer, y compuesto por cinco expertos del organismo multilateral: el Consejero Simon Scott; el Jefe de la División Estadísticas de Comercio y Competitividad, Nadim Ahmad; el Jefe de la División de Estadísticas de Hogares y Medición del Progreso, Marco Mira d Ercole; el Jefe de sección de la División de Cuentas Nacionales, Jorrit Zwijnenburg; y el Analista/Estadístico de Relaciones Globales, Julien Dupont. El INDEC designó a Pedro Lines, entonces Director Nacional de Cuentas Internacionales y actual Director Técnico, para coordinar la revisión del lado argentino. Esto le dio la oportunidad al INDEC y a otros organismos del Sistema Estadístico Nacional argentino de realizar presentaciones e intercambiar información con el equipo antes de completar los cuestionarios.
En ese marco, la OCDE publicó el 9 de octubre el informe final de evaluación del sistema estadístico de la Argentina: “OECD Assessment of the Statistical System of Argentina and Key Statistics of Argentina”, el cual se encuentra disponible en las páginas web de la OCDE y del INDEC. El documento, fruto del acuerdo entre el INDEC y el Comité de Estadística y Política Estadística de la OCDE (CSSP, en sus siglas en inglés) para la revisión completa del Sistema Estadístico Nacional, contiene los antecedentes, la preparación y el análisis producto de los intercambios que el equipo de expertos del organismo multilateral mantuvo con los técnicos y profesionales del Instituto. Está basado principalmente en la información provista en julio de 2018, los intercambios subsiguientes, y los capítulos preliminares enviados al INDEC para la formulación de observaciones, en febrero de 2019, y en una misión adicional de Scott y Dupont en mayo de este año a Buenos Aires.
A finales de mayo de 2019, el INDEC recibió una nueva visita técnica de la OCDE con el objetivo de completar el trabajo de revisión del Sistema Estadístico Nacional. Nuevamente, los resultados fueron satisfactorios.
Hacia fines de 2018, Argentina se encontraba atravesando el proceso de ingreso a la OCDE, con el apoyo de políticos y think tanks internacionales.

#### Proyecto de nueva ley de estadística
Con el objetivo de alcanzar los mayores estándares internacionales, el INDEC impulsó a partir de 2016 la necesidad de modernizar la ley N.º 17.622, que es la legislación que lo rige desde 1968.
En marzo de 2018, el diario Ámbito Financiero publicó un artículo el que reveló la intención del gobierno de avanzar con una nueva legislación. Según esta información, el Ministerio de Hacienda habría tenido entre sus planes la disolución del INDEC y la creación de dos entes el Instituto Nacional de Estadística (INE) y el Consejo Nacional de Información estadística (CINE).
El proyecto propuesto desde el INDEC, por su parte, define al instituto como un organismo descentralizado y con autonomía financiera, con rango de secretaría de estado. Su director general sería designado por concurso de antecedentes y oposición por cinco años. [cita requerida]
El INDEC presentó el 3 de septiembre de 2019 el anteproyecto de ley orgánica del Sistema Estadístico Nacional, consensuado durante el primer trimestre de 2019 y también compartido con expertos de la Dirección de Estadísticas de la OCDE en el marco de la revisión completa del estado del Sistema Estadístico Nacional que realizó el organismo internacional entre 2017 y 2018.  Con su difusión se inició una consulta abierta a usuarios, académicos y especialistas nacionales e internacionales del servicio estadístico que, en primer término, se extendió hasta el 3 de octubre pero luego amplió hasta el 3 de noviembre para permitir el envío de los comentarios respectivos. [cita requerida]El 21 de noviembre fue presentado el proyecto de ley por el ministro de Economía, Hernán Lacunza.

#### Supuesta manipulación de índices
En septiembre de 2016, luego de terminar el «apagón estadístico» algunos economistas señalaron que el Gobierno nacional alteró la medición de la canasta básica para exagerar los números de la pobreza de 2015. Los indicios marcan que el valor de la nueva CBT es entre el 20% y el 30% superior al valor de la CBT tradicional -con precios tomados del IPC-GBA-, lo que se traducirá en un impacto de entre 6 y 10 puntos porcentuales mayor en la incidencia de la pobreza. También se denunció que el apagón fue consecuencia de que el ministro Prat Gay quería presentar una meta de inflación del 20-25 por ciento en 2016 sin difundir estadísticas oficiales hasta después de las paritarias, en un contexto de fuerte aceleración inflacionaria, caída de la actividad y despidos. En tanto, un informe del Observatorio de Desarrollo Social bajo la metodología de medición CONEVAL determinó que en el período 2015-2016 aumentó la inseguridad alimentaria un d 15,2% (2016). A la vez, se observó un crecimiento de la población bajo niveles de hacinamiento del 11,2% (2015) a 13,4% (2016), de déficit de servicio sanitario del 9,3% (2015) al 10,3% (2016) y de falta de acceso al sistema de seguridad social de 25,2% (2015) al 26,8% (2016). Ninguna de estas dimensiones e indicadores fuieron evaluados en los datos del Indec a la hora de medir la pobreza.
La asociación de trabajadores del INDEC denunció los intentos por parte de Todesca de modificar las metodologías de medición de los distintos índices que publica el Instituto, con el objetivo de ocultar la realidad económica que se vive en el país: "esta dirección quiere dejar de medir la informalidad laboral, que en la Argentina alcanza a la mitad de la población", dijo el dirigente. También se denunció que las autoridades tienen la intención de descentralizar a la ciudad de Buenos Aires de la Encuesta Nacional de Hogares, para que sea la propia administración porteña la que mida sus índices de consumos, abriendo la puerta a manejos arbitrarios de las estadísticas.
El gobernador cordobés Juan Schiaretti criticó los índices de pobreza del INDEC de Todesca diciendo que era “una vergüenza” y "una burla" que en tres meses la pobreza baje del 40,5% al 29% en el conglomerado urbano del gran Córdoba. En tanto también el gobernador de San Juan criticó los índices de 2017 ya que el organismo había notificado que San Juan tenía el 43,6 por ciento de pobres y tres meses después informó que la pobreza en San Juan bajó al 26,4 por ciento, 17 puntos en tres meses.
Como consecuencia de la supuesta manipulación de datos en el INDEC durante el gobierno de Cristina Fernández de Kirchner, con fecha 5 de abril del 2023, el juez Simón Picken del Tribunal Superior de Justicia de Londres, dictaminó que Argentina debía pagar unos 1.330 millones de euros en relación con todos los valores vinculados al PBI, de los que los cuatro fondos poseen aproximadamente el 48%. En dólares, la cifra asciende a casi USD 1.500 millones (en 2023). El argumento de los demandantes fue que los datos de PBI que publicó el Indec fueron afectados por la manipulación de las estadísticas de inflación en las que incurrió el organismo desde el año 2007 y, con ellos, el sentido de los cupones se desvirtuó

## Nómina de directores
| N.º | Director               | Partido | Partido               | Periodo                                           | Presidente                                                                                 |
| --- | ---------------------- | ------- | --------------------- | ------------------------------------------------- | ------------------------------------------------------------------------------------------ |
| 1   | Juan Vital Sourrouille |         | Unión Cívica Radical  | 17 de julio de 1970 - 2 de noviembre de 1970      | Roberto Marcelo Levingston                                                                 |
| 2   | Carlos Noriega         |         | Independiente         | 3 de noviembre de 1970 - 12 de marzo de 1971      | Roberto Marcelo Levingston                                                                 |
| 3   | Jorge Sakamoto         |         | Independiente         | 12 de marzo de 1971 - 29 de septiembre de 1971    | Roberto Marcelo Levingston                                                                 |
| 4   | Carlos Federico Bosch  |         | Independiente         | 29 de septiembre de 1971 - 25 de mayo de 1973     | Alejandro Agustín Lanusse                                                                  |
| 5   | Ozías Gianella         |         | Independiente         | 5 de julio de 1973 - 20 de julio de 1973          | Héctor José Cámpora Raúl Alberto Lastiri Juan Domingo Perón María Estela Martínez de Perón |
| 6   | Carlos Noriega         |         |                       | 10 de agosto de 1973 - 1 de junio de 1976         | Héctor José Cámpora Raúl Alberto Lastiri Juan Domingo Perón María Estela Martínez de Perón |
| 7   | Ricardo Brega          |         |                       | 2 de junio de 1976 - 17 de octubre de 1980        | Jorge Rafael Videla                                                                        |
| 8   | Juan Cayetano Olivero  |         |                       | 17 de octubre de 1980 - 3 de enero de 1984        | Roberto Eduardo Viola Leopoldo Fortunato Galtieri Reynaldo Bignone                         |
| 9   | Luis Beccaria          |         |                       | 11 de enero de 1984 - 11 de junio de 1990         | Raúl Alfonsín                                                                              |
| 10  | Héctor Valle           |         |                       | 13 de junio de 1990 - 8 de octubre de 1991        | Carlos Menem                                                                               |
| 11  | Héctor Montero         |         | Partido Justicialista | 15 de octubre de 1991 - 30 de octubre de 2000     | Carlos Menem                                                                               |
| 12  | Osvaldo Kacef          |         |                       | 1 de noviembre de 2000 - 3 de abril de 2001       | Fernando de la Rúa                                                                         |
| 13  | Héctor Montero         |         | Partido Justicialista | 10 de abril de 2001 - 1 de enero de 2002          | Fernando de la Rúa                                                                         |
| 14  | Juan Carlos Del Bello  |         | Partido Justicialista | 6 de febrero de 2002 - 25 de mayo de 2003         | Eduardo Duhalde                                                                            |
| 15  | Lelio Mármora          |         | Independiente         | 29 de mayo de 2003 - 8 de marzo de 2007           | Néstor Kirchner                                                                            |
| 16  | Mario Krieger          |         |                       | 9 de marzo de 2007 - 26 de abril de 2007          | Néstor Kirchner                                                                            |
| 17  | Alejandro Barrios      |         | Partido Justicialista | 26 de abril de 2007 - 9 de agosto de 2007         | Néstor Kirchner                                                                            |
| 18  | Ana María Edwin        |         |                       | 9 de agosto de 2007 - 29 de octubre de 2014       | Cristina Fernández de Kirchner                                                             |
| 19  | Norberto Itzcovich     |         |                       | 29 de octubre de 2014 - 10 de diciembre de 2015   | Cristina Fernández de Kirchner                                                             |
| 20  | Jorge Todesca          |         | Partido Justicialista | 12 de diciembre de 2015 - 16 de diciembre de 2019 | Mauricio Macri                                                                             |
| 21  | Marco Lavagna          |         | Independiente         | 16 de diciembre de 2019 - en el cargo             | Alberto Fernández Javier Milei                                                             |